# Eurovision Magic Circus Show 2011
Eurovision Magic Circus Show 2011 (ook: Magic Circus Show 2011) was de tweede editie van de Eurovision Magic Circus Show en werd georganiseerd in het najaar van 2011 in Genève, Zwitserland.

## Format
De deelnemende landen zonden elk een delegatie naar de circusshow. De circusartiesten moesten tussen de zeven jaar en veertien jaar oud zijn. In totaal waren er 70 deelnemers over de zeven deelnemende landen.

## Gastland
Het festival vond plaats in een circustent van Circus Pajazzo in Chêne-Bougeries, onderdeel van het kanton Genève in Zwitserland.

## Deelnemende landen
Zeven omroepen maakte bekend om deel te nemen, één land meer dan in de vorige editie. De Oekraïense omroep debuteerde. NTU was verantwoordelijk voor hun deelname.
België was verantwoordelijk voor drie acts. Tijdens de show, die werd uitgezonden op Ketnet, zorgde Peter Pype voor de commentaar. Nederland nam ook drie acts voor zijn rekening.

## Deelnemers
| Volgorde | Land        | Artiest             | Act             |
| -------- | ----------- | ------------------- | --------------- |
| 1        | Frankrijk   | Léo                 | Acrobatiek      |
| 2        | Oekraïne    | Your Reflections    | Gymnastiek      |
| 3        | Portugal    | Ruben               | Jongleren       |
| 4        | Rusland     | Eccentric Chaplin   | Koortdansen     |
| 5        | Zwitserland | Duo Momocycle       | Eenwieler       |
| 6        | Nederland   | Tight Rope          | Koortdansen     |
| 7        | België      | Ze Boyz             | Diabolo         |
| 8        | Rusland     | Sergei              | Balanceren      |
| 9        | Portugal    | Trio CaroMeliCata   | Gymnastiek      |
| 10       | Frankrijk   | Duo Momocycle       | Luchtacrobatiek |
| 11       | Nederland   | Dancing Dragon      | Acrobatiek      |
| 12       | Zwitserland | Duo Mât Pendulaire  | Gymnastiek      |
| 13       | Frankrijk   | Le Train            | Acrobatiek      |
| 14       | Nederland   | Illusionist         | Goochelen       |
| 15       | Rusland     | Friendly Family     | Acrobatiek      |
| 16       | Oekraïne    | Violonist           | Koortdansen     |
| 17       | België      | Whild Wheel         | Duits wiel      |
| 18       | Zwitserland | Due Trapèze Comique | Trapeze         |
| 19       | België      | Andreas             | Jongleren       |
| 20       | Oekraïne    | Angela              | Acrobatiek      |

## Uitzendingen
| Datum            | Land        | Zender    |
| ---------------- | ----------- | --------- |
| 24 december 2011 | België      | VRT       |
| 25 december 2011 | Nederland   | TROS      |
| 25 december 2011 | Portugal    | RTP       |
| 25 december 2011 | Zwitserland | RTS       |
| 31 december 2011 | Frankrijk   | France 3  |
| 1 januari 2012   | Oekraïne    | NTU       |
| 8 januari 2012   | Rusland     | Rusland-1 |